# Patrulha militar nos Jogos Olímpicos de Inverno de 1924
O programa da patrulha militar nos Jogos Olímpicos de Inverno de 1924 consistiu de apenas uma prova, a masculina por equipes. O banco de dados do Comitê Olímpico Internacional lista os medalhistas, mas algumas fontes dizem que o esporte foi apenas de demonstração nesta edição dos Jogos. Seis equipes iniciaram a prova, mas apenas duas completar o percurso após o abandono das equipes polonesa e italiana.
Trinta e seis anos depois o biatlo, a versão moderna do esporte, tornou-se uma modalidade oficial dos Jogos Olímpicos de Inverno.

## Medalhistas
|  | SUI Suíça                                                      |  | FIN Finlândia                                               |  | FRA França                                                           |
|  | Adolf Aufdenblatten Alphonse Julen Antoine Julen Denis Vaucher |  | August Eskelinen Heikki Hirvonen Ville Mattila Väinö Bremer |  | André Vandelle Camille Mandrillon Georges Berthet Maurice Mandrillon |

## Resultados
| Pos. | Equipe                                                                                    | Tempo   | Pen. |
| ---- | ----------------------------------------------------------------------------------------- | ------- | ---- |
|      | SUI Suíça Adolf Aufdenblatten, Alphonse Julen, Antoine Julen, Denis Vaucher               | 3:56:06 | 8    |
|      | FIN Finlândia August Eskelinen, Heikki Hirvonen, Ville Mattila, Väinö Bremer              | 4:10:00 | 11   |
|      | FRA França André Vandelle, Camille Mandrillon, Georges Berthet, Maurice Mandrillon        | 4:18:53 | 5    |
| 4    | TCH Checoslováquia Bohuslav Josifek, Jan Mittlöhner, Josef Bím, Karel Buchta              | —       | —    |
| DNF  | ITA Itália Piero Dente, Goffredo Lagger, Paolo Francia, Albino Bich                       | —       | —    |
| DNF  | POL Polônia Stanisław Chrobak, Stanisław Kądziołka, Szczepan Witkowski, Zbigniew Wóycicki | —       | —    |

- DNF: Não completou a prova (as duas equipes abandonaram).